# Кальтохар
Кальтохар (ісп. Caltojar) — муніципалітет в Іспанії, у складі автономної спільноти Кастилія-і-Леон, у провінції Сорія. Населення — 76 осіб (2010).
Муніципалітет розташований на відстані близько 140 км на північний схід від Мадрида, 47 км на південний захід від Сорії.
На території муніципалітету розташовані такі населені пункти: (дані про населення за 2010 рік)
- Бордекорекс: 11 осіб
- Кальтохар: 60 осіб
- Касільяс-де-Берланга: 5 осіб

## Демографія
Динаміка населення (INE ):

## Галерея зображень

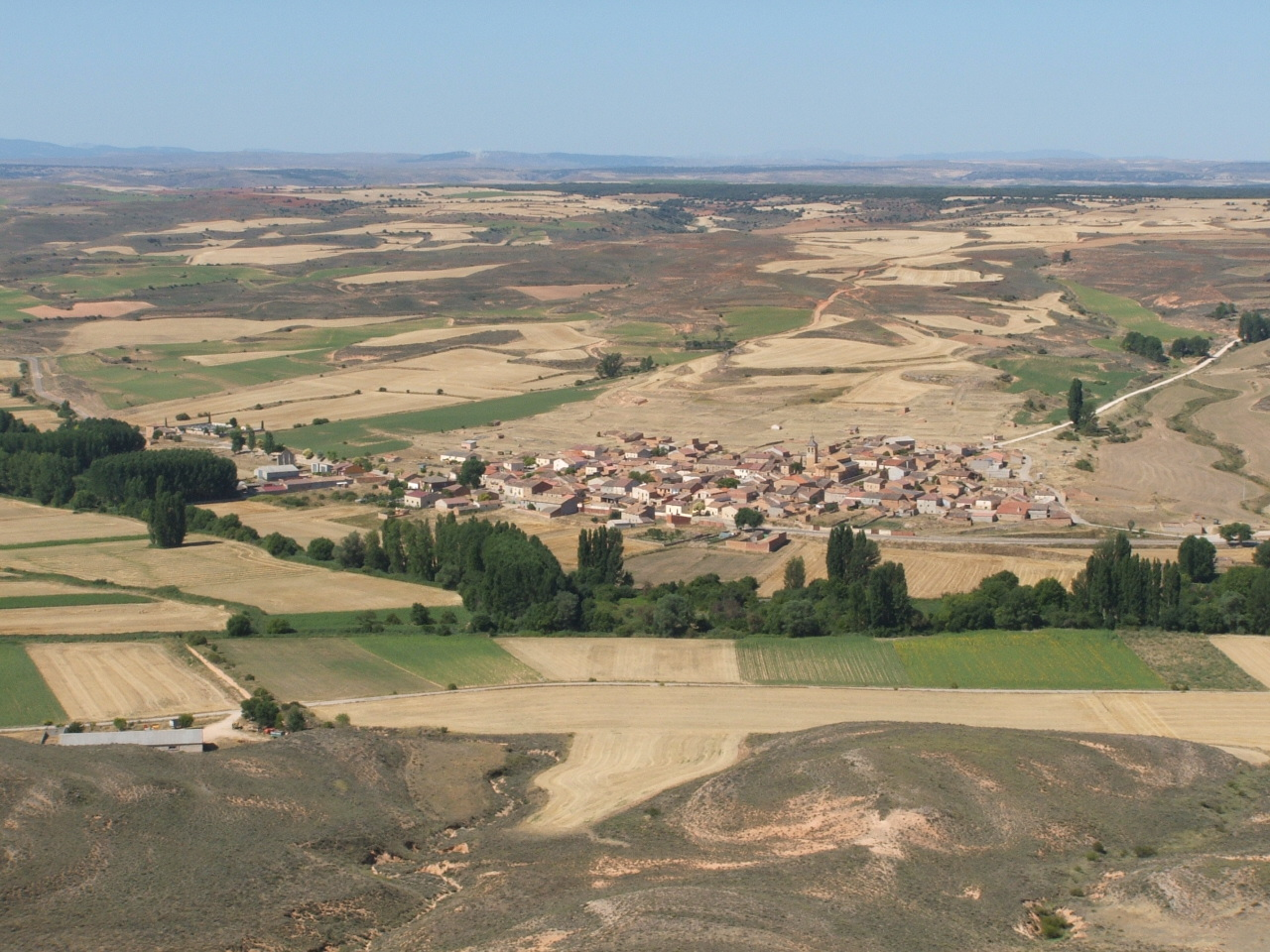
Кальтохар
Розташування муніципалітету Кальтохар
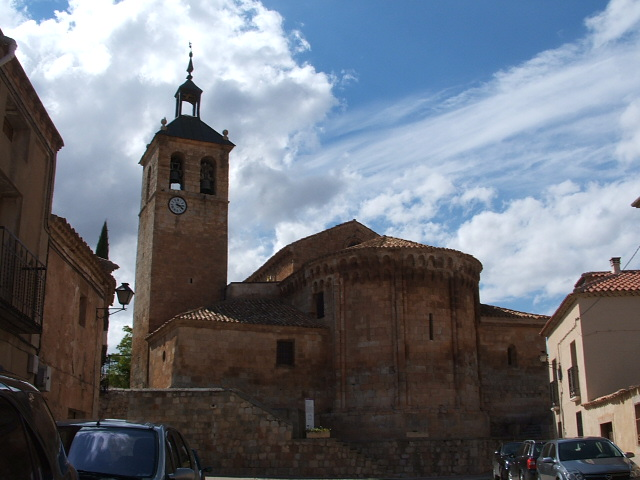
Романська церква XII століття
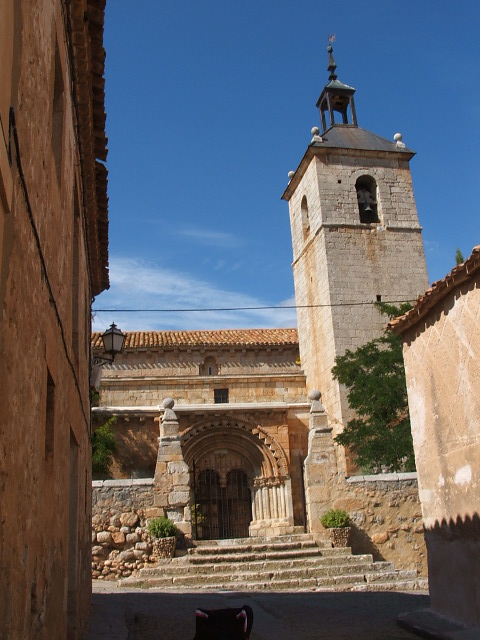
Palacio Lobiano: Puerta principal
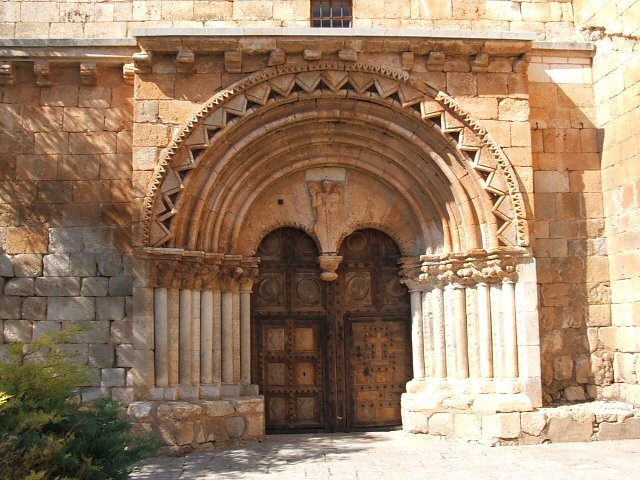
Церква Сан-Мігель